# Virginijus Sinkevičius
Virginijus Sinkevičius (nascido a 4 de novembro de 1990) é um político lituano que serve como Comissário Europeu para o Meio Ambiente, Oceanos e Pescas na Comissão Europeia liderada por Ursula von der Leyen desde 2019.

## Carreira política

### Comissário europeu
No dia 22 de agosto de 2019, o parlamento lituano aprovou a nomeação de Sinkevičius para comissário europeu; a nomeação foi acordada pelo primeiro-ministro Skvernelis e Ramūnas Karbauskis, o líder da União Lituana de Agricultores e Verdes (LVŽS).
Ao assumir o cargo, Sinkevičius tornou-se o comissário europeu mais jovem de todos os tempos, aos 28 anos
Em 2022, Sinkevičius propôs metas juridicamente vinculativas para reduzir pela metade o uso de pesticidas químicos e restaurar a natureza em pelo menos 20% das terras da UE até 2030, numa tentativa de proteger melhor a saúde e recuperar populações de vida selvagem em declínio.

## Reconhecimento
Em 2018, Sinkevičius foi premiado como A Melhor Solução para Melhor Ambiente de Negócios do Ano pela associação Investors' Forum e Blockchain Leadership no #SWITCH! Prémios de tecnologia. Em 2019, ele recebeu o prémio Partnership Leader 2018 pela reforma da inovação e desenvolvimento do ecossistema de startups da organização Lithuanian Business Confederation. Em 2018, Sinkevičius foi incluído na lista dos 100 jovens mais influentes do mundo no governo pelo website Apolitical.